# Anorexie
De term anorexie wordt meestal door mensen begrepen als anorexia, maar eigenlijk betekent het letterlijk "een gebrek aan eetlust". Anorexie is een symptoom door een ziekteproces in het lichaam. Enkele voorbeelden van ziekten waarbij anorexie een rol speelt zijn:
- Maligniteit: in een verder gevormd stadium van een gezwel zal anorexie vaak meer uitgesproken worden. Wellicht spelen onzekerheid, spanning, angst, pijn en de behandeling hier een rol bij het ontstaan van anorexie.
- Pyrosis (zuurbranden): kan de slokdarmwand na langdurige blootstelling beschadigen, deze kan hierdoor ontstoken raken. Dit noemt men reflux.
- Chronische nierinsufficiëntie: kenmerkt zich door een verminderde uitscheiding van afvalproducten van met name het eiwitmetabolisme uit het bloed. De klinische verschijnselen van chronisch nierfalen in een gevorderd stadium zijn anorexie, vermoeidheid, misselijkheid, pijn aan de botten en een slecht ruikende adem.
- IBD (inflammatory bowel disease): is de Engelse verzamelterm voor de ziekte van Crohn en colitis ulcerosa die beiden anorexie als symptoom laten zien.
- Anorexia nervosa: er is een wezenlijk verschil tussen anorexie en de eetstoornis anorexia nervosa. Anorexia nervosa betekent letterlijk gebrekkige of afwezige eetlust door psychische klachten. Anorexia nervosa patiënten onderdrukken de eetlust, zij hebben een gestoord eetgedrag.